# Enscherange
Enscherange (Luxemburgs: Äischer, Duits: Enscheringen) is een plaats in de gemeente Kiischpelt en het kanton Wiltz in Luxemburg.
Enscherange telt 165 inwoners (2001).

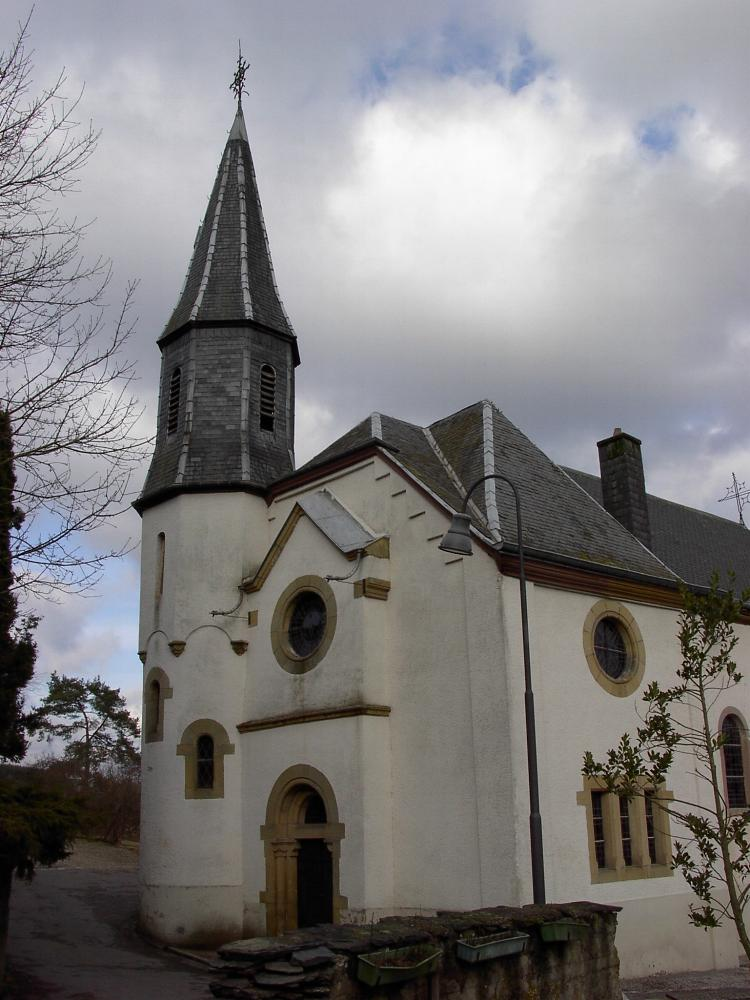
Kerk van Enscherange